# Spånga, Enköpings kommun
Spånga är en by i norra delen av Torstuna socken i norra delen av Enköpings kommun, Uppland.
Byn ligger strax väster om Skattmansöån och består av enfamiljshus samt bondgårdar. Den är belägen vid länsväg C 558.
Ortens postnummer är 74083 FJÄRDHUNDRA